# ميناء صحار
ميناء صحار ميناء بحري صناعي، يقع خارج مضيق هرمز في الجزء الشمالي من سلطنة عمان، ويبعد 200 كيلومتر شمال غرب العاصمة مسقط. حصل على جائزة أفضل ميناء لعام 2016 من مؤسسة ماريتايم ستاندردز المتخصصة في القطاع البحري. يدار الميناء عبر شركة ميناء صحار الصناعي، وهي شركة تساهم فيها بالمناصفة الحكومة العمانية إلى جانب ميناء روتردام الهولندي. بدأ العمل في الميناء في عام 2004، ويضم منطقة حرة تعتبر هي والميناء من أكثر الموانئ والمناطق الحرة نموًا في العالم، ويرتبط بموانئ دبي وأبوظبي على الخليج العربي عبر شبكة من الطرق الحديثة. في عام 2014 تحول الميناء إلى ميناء تجاري بدلاً من ميناء مسقط الذي أصبح ميناءًا سياحيًا.

## تأسيس الميناء
تم انشاء ميناء صحار في عام 1999م حيث بدأت السلطنة تنفيذ الأعمال الإنشائية بميناء صحار ، وفي عام 2002 بدأت أولى أعمال تطوير الميناء، وانطلق العمل فيه رسميا في عام 2004، ثم أضيفت له المنطقة الحرة في عام 2008 مما وسع من أعمال الميناء.

## خدمات الميناء
يقدم الميناء خدمات المناولة والتخزين وإعادة التصدير والتفريغ، وخدمات الإمداد البحري وتزويد السفن بالوقود، إضافة للإصلاح والسحب والقطر. إلى جانب إرشاد السفن وتجهيزاتها، والنقل الإمداد بالمياه العذبة. وتتم فيه مناولة البضائع العامة والسائبة والسيارات ومختلف الحاويات.